# 喊叫水乡
喊叫水乡，是中华人民共和国宁夏回族自治区中卫市中宁县下辖的一个乡镇级行政单位。

## 行政区划
喊叫水乡下辖以下地区：
马家塘村、高岭村、上庄子村、下庄子村、周段头村、北沟沿村、碱台子村、贺家口子村、周家沟村、周马庄子村、五丰台村、喊叫水村、石泉村、北沿口村和田家套子村。